# MacOS Sequoia
macOS Sequoia (versión 15) es la actual versión principal del sistema operativo macOS de Apple . El sucesor de macOS Sonoma se anunció en la WWDC 2024, el 10 de junio de 2024. Debe su nombre al Parque nacional de las Secuoyas de la cordillera de Sierra Nevada en California . 

## Desarrollo

### Anuncio
macOS Sequoia fue anunciado por el vicepresidente senior de ingeniería de software Craig Federighi en la Apple Worldwide Developers Conference (conocida como WWDC) el 10 de junio de 2024. 

## Características
macOS Sequoia incluye una serie de novedades y mejoras, principalmente enfocadas a la productividad y uso de Inteligencia artificial:
- iPhone Mirroring: una función para duplicar el contenido de un iPhone como una ventana de macOS. [1]
- La aplicación Calculadora ha sido rediseñada para que sea más similar a iOS y iPadOS, dejando levemente el diseño que se ha utilizado desde OS X Yosemite.

- Contraseñas: Ahora pasa a ser una aplicación de contraseñas independiente de la configuración del sistema y además se transforma en multiplataforma. [1]
- La configuración del sistema se ha reorganizado y rediseñado ligeramente para facilitar el acceso.
- Safari ha sido renovado, incluye un modo vista del lector renovado (ahora llamado Reader), una página de inicio y un nuevo menú unificado que antes era exclusivo del modo compacto además de iOS y iPadOS.
- Además se lanzará la segunda versión de Game Porting Toolkit, una capa de compatibilidad para API de Windows derivada de Wine . [1]
- Funciones de Apple Intelligence, incluyendo a Siri renovado (solo para ordenadores Mac con procesador Apple Silicon desde M1 en adelante) [4]
- Mosaico de ventanas: una característica similar a la función de ajuste de ventanas de Microsoft Windows.

## Hardware compatible
macOS Sequoia es compatible con los Mac con procesador Apple Silicon y chips Intel Xeon-W y Coffee Lake de octava generación o posteriores y deja de ser compatible con los modelos MacBook Air 2018-2019 con chips Amber Lake.
Los siguientes dispositivos son compatibles con macOS Sequoia: 
- iMac (2019 y posteriores)
- iMac Pro (2017)
- MacBook Air (2020 y posteriores)
- MacBook Pro (2018 y posteriores)
- Mac Mini (2018 y posteriores)
- Mac Pro (2019 y posteriores)
- Mac Studio (todos los modelos)

## Historial de lanzamientos
La primera versión beta para desarrolladores de macOS Sequoia se lanzó el 10 de junio de 2024. Al igual que con macOS Sonoma, la versión beta para desarrolladores de Sequoia está disponible para cualquier persona que tenga una cuenta gratuita de desarrollador de Apple, sin necesidad de una suscripción paga de desarrollador.
|  | Lanzamiento anterior |  | Lanzamiento actual |  | Versión beta actual |  | Respuesta de seguridad |

| Versión     | Build    | Fecha de lanzamiento      |
| ----------- | -------- | ------------------------- |
| 15.0        | 24A5264n | 10 de junio de 2024       |
| 15.1        | 24B5055e | 17 de septiembre del 2024 |
| 15.1 beta 5 | 24A5264n | 25 de septiembre de 2024  |

Consulte las notas de la versión oficiales de Apple.